# 邓越凡
邓越凡（1962年12月26日—，Y. F. Deng, Chinese：邓越凡；pinyin： Dèng Yuèfán），计算科学家、学者，纽约州立大学石溪分校应用数学与统计系教授。其研究聚焦于为超级计算机开发并行运算和机器学习算法，尤其关注于通过计算机模拟人类血小板的运动，以及在各种实际应用中充分利用马尔科夫链蒙特卡罗技术。
除已经发表的大量期刊论文外，邓越凡的著作还包括《常微分方程讲义、问题和解答》、《偏微分方程与应用并行计算》等教科书。邓越凡获得 1983年南开大学优秀学生奖，获得2015至2016 年度石溪大学工学院院长卓越教学奖，以及 2016 年度纽约州立大学杰出教学校长奖。

## 教育经历
1983年6月，邓越凡在中国南开大学获得物理学学士学位。同年8月，通过由李政道倡议发起的中美联合培养物理研究生的卡斯比考试（CUSPEA），邓越凡赴美国哥伦比亚大学就读， 1985 年在该校获得物理学硕士学位，次年获得 M.Phil.学位。1989 年获得哥伦比亚大学理论物理博士学位，师从物理学家诺曼·克里斯特（Norman H. Christ （页面存档备份，存于））。在完成博士学业之后，邓越凡在纽约大学柯朗数学科学研究所 （页面存档备份，存于）跟随詹姆斯·格里姆（James J. Glimm）从事博士后研究。

## 职业生涯
1990 年，邓越凡以石溪大学访问助理教授身份开启其职业生涯，于一年后成为该校助理教授。1994 年晋升为副教授。邓越凡于 1999 年正式成为石溪大学应用数学教授。
邓越凡历任 2004 年“科学计算”国际大会主席（International Conference in Scientific Computing），2015 年“超级计算机前沿”大会联合主席（Supercomputing Frontiers Conference），同年任《超算前沿与创新》期刊（International Journal of Supercomputing Frontiers and Innovations （页面存档备份，存于））客座编辑。

## 研究领域
邓越凡的研究贡献集中在计算科学领域，主要关注于并行计算、蒙特卡罗方法、分子动力学和数据科学。

## 主要工作
邓越凡参与开发了一套“托管服务器”的动态管理系统。该系统会监控服务器的性能，并根据使用需求和服务协议，在客户之间自动重新分配服务器。在此基础上，他创建了一个系统，通过分析请求属性和服务器功能，根据关系数据库中的指标优化分配，将传入的客户端请求动态分配给服务器。同之前的博士生一道，邓越凡提出了增强并行计算和存储系统的方法：其一是通过使用混合环面和超立方体张量扩展来提高带宽和可扩展性；其二是通过创建交错旁路环面具（iBT）网络来添加旁路链路，一边在并行计算和存储系统中实现更好的互联。此外，他还介绍了一款可扩展的超级计算机，其 MPU 架构专为高TFLOPS/pflops 性能而设计，具有先进的互联拓扑、路由策略和模块化硬件，可实现高效的并行处理和通信。
邓越凡利用对大空间体积晶格的蒙特卡罗算法，研究了SU（3）非禁闭相变，并发现该相变的一阶变化比之前认为的更弱。他还利用氢键建模和蒙特卡罗方法来预测蛋白质-DNA 结合特异性并改进蛋白质-DNA 复合物中的碱基对预测。随后，他与 King-Wai Chu 和 John Reinitz 一起测试了一种基于模拟退火的新并行优化方法，通过优化分布式内存架构的参数来分析基因相互作用网络。然后，他设计了一种基于粒子的多尺度模型来模拟血小板与血流中剪切应力的相互作用，通过将分子动力学和宏观流体动力学相结合来改进血小板活化的预测。
邓越凡著作还包括有关并行计算和微分方程的教科书。 2017年，他出版了《常微分方程讲义、问题和解答》第二版。在 Zentralblatt MATH 的评论文章中，斯维特拉娜·罗戈夫琴科 (Svitlana Rogovchenko) 写到：“强烈推荐该书作为讲师和学生独立学习的良好例题来源。”
邓越凡与人合著了《中国科学家百科全书》中的杨振宁词条，并同杨振宁共同发表了多篇论文。

## 荣誉奖项
- 1982 - 南开大学优秀毕业生（南开大学）
- 2015 - 2016 – Dean's Award for Excellence in Teaching, Stony Brook University （2015-2016 年度石溪大学工学院院长卓越教学奖）[19]
- 2016 – Chancellor's Award for Excellence in Teaching, State University of New York （2016 年度纽约州立大学杰出教学校长奖）[3]

## 出版著作

##### 著作
- Applied Parallel Computing (2013) ISBN 978-981-4307-60-4
- Introductory Partial Differential Equations (2015) ISBN 978-3-659-75354-1
- Lectures, Problems and Solutions for Ordinary Differential Equations (2015) ISBN 978-981-4632-24-9
- 《数学科学·技术·经济竞争力》, 詹姆斯·格林姆等著，邓越凡译，南开大学出版社，1992, ISBN 978-731-0004-83-6[20]

##### 期刊
- Brown, F. R., Christ, N. H., Deng, Y., Gao, M., & Woch, T. J. (1988). Nature of the deconfining phase transition in SU (3) lattice gauge theory. Physical review letters, 61(18), 2058.
- Chu, K. W., Deng, Y., & Reinitz, J. (1999). Parallel simulated annealing by mixing of states. Journal of Computational Physics, 148(2), 646-662.
- Deng, Y., Peierls, R. F., & Rivera, C. (2000). An adaptive load balancing method for parallel molecular dynamics simulations. Journal of Computational Physics, 161(1), 250-263.
- Yamaguchi, T., Ishikawa, T., Imai, Y., Matsuki, N., Xenos, M., Deng, Y., & Bluestein, D. (2010). Particle-Based Methods for Multiscale Modeling of Blood Flow in the Circulation and in Devices: Challenges and Future Directions: Sixth International Bio-Fluid Mechanics Symposium and Workshop March 28–30, 2008 Pasadena, California. Annals of biomedical engineering, 38, 1225-1235.
- Zhang, P., Gao, C., Zhang, N., Slepian, M. J., Deng, Y., & Bluestein, D. (2014). Multiscale particle-based modeling of flowing platelets in blood plasma using dissipative particle dynamics and coarse grained molecular dynamics. Cellular and molecular bioengineering, 7, 552-574.
- Tuna, R., Yi, W., Crespo Cruz, E., Romero, J. P., Ren, Y., Guan, J., ... & Sheriff, J. (2024). Platelet Biorheology and Mechanobiology in Thrombosis and Hemostasis: Perspectives from Multiscale Computation. International Journal of Molecular Sciences, 25(9), 4800.